# Antonio Lauro
Antonio Lauro (* 3. August 1917 in Ciudad Bolívar; † 18. April 1986 in Caracas) war ein venezolanischer Komponist und Gitarrist.

## Leben und Wirken
Im Alter von neun Jahren kam Lauro nach Caracas, wo er an der Escuela Superior de Música Schüler von Vicente Emilio Sojo, Juan Bautista Plaza, Salvador Llamozas und Raúl Borges war. Von 1935 bis 1943 war er Mitglied des Trio Cantores del Trópico, für das er zahlreiche Walzer komponierte und in dem er den Bass sang und Gitarre und Cuatro spielte. 
Unter der Militärjunta von Marcos Pérez Jiménez war Lauro von 1951 bis 1952 in Haft. Nach seiner Entlassung gründete er das Trio Raúl Borges. Daneben war er Professor und Lehrstuhlinhaber für Gitarre am Conservatorio Juan José Landaeta in Caracas und Direktor des Orquesta Sinfónica Venezuela. 1986 wurde er mit dem Premio Nacional de Música ausgezeichnet. 
Bekannt wurden vor allem Lauros Valses, venezolanische Walzer mit ihrem charakteristischen rhythmischen Anklang an den Tanz der Llanos Joropo.

## Werke
- Cantaclaro, sinfonische Dichtung, 1947
- Suite Venezolana, 1951–52
- Variaciones Sobre Una Canción Infantil
- Walzer:
  - Vier Venezolanische Walzer: Natalia, Tatiana, Andreina, Yacambú, 1938–40
  - Tríptico: Armida, Madrugada, La Negra, 1974–76
  - El Negrito und La Gatica, 1984
- Seis por derecho. Imitation der Harfe (berühmt vor allem durch die Interpretation von Alirio Díaz)